# 琴脂鯉屬
琴脂鯉屬為輻鰭魚綱脂鯉目琴脂鯉亞目琴脂鯉科的其中一属。

## 下属物种
- 月琴脂鯉（Citharinus citharus ）
- 小鱗琴脂鯉（Citharinus congicus）
- 迦納琴脂鯉（Citharinus eburneensis）
- 駝背琴脂鯉（Citharinus gibbosus）
- 側琴脂鯉（Citharinus latus）
- 大鱗琴脂鯉（Citharinus macrolepis）

## 扩展阅读
維基物種上的相關：琴脂鯉屬